# Svärdmossa
Svärdmossa (Bryoxiphium norvegicum) är en bladmossart som beskrevs av Mitten 1869. Svärdmossa ingår i släktet Bryoxiphium och familjen Bryoxiphiaceae. Arten har ej påträffats i Sverige. Inga underarter finns listade i Catalogue of Life.